# Botohui-Tarhun
Botohui-Tarhun, död efter 1219, var en regerande drottning av tumedstammen i Sibirien under Djingis khans regeringstid. Hon nämns i Mongolernas hemliga historia, där det finns en beskrivning om hur hon trotsade mongolerna och efter en strid krossades av dem.